# 24-й цикл сонячної активності

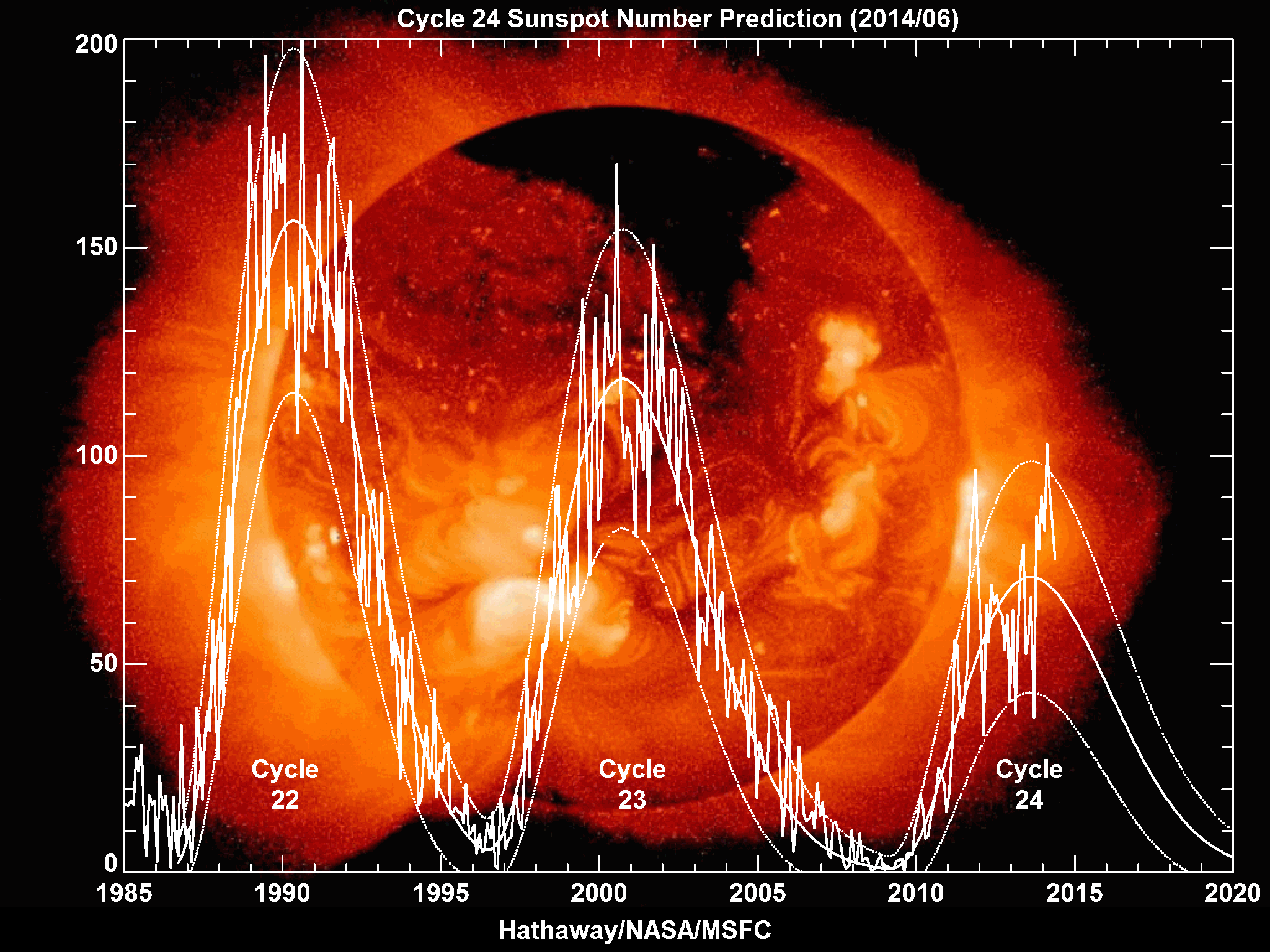
Прогноз НАСА щодо кількості сонячних плям на 24-му сонячному циклі

24-й цикл сонячної активності — останній завершений сонячний цикл, двадцять четвертий за рахунком від 1755 року, коли розпочався систематичний моніторинг кількості сонячних плям. Він розпочався у грудні 2008 року з мінімального числа Вольфа 2,2 та закінчився у грудні 2019 року. Активність була мінімальною до початку 2010 року, а максимуму досягла у квітні 2014 року зі згладженим за 23 місяці значенням числа Вольфа 81,8. Це максимальне значення було значно нижчим, ніж в попередніх сонячних циклах, — на такому рівні, якого не спостерігалося від циклів 12-15 у 1878—1923 роках.

## Прогнози
Перед мінімумом між кінцем 23-го сонячного циклу та початком 24-го сонячного циклу дві теорії передбачали, наскільки сильним буде 24-й сонячний цикл. Один табір постулював, що Сонце зберігає довгу пам'ять, і 24-й сонячний цикл буде активним, тоді як інший стверджував, що воно має коротку пам'ять, і 24-й цикл буде слабким. До 2006 року лише меншість дослідників прогнозувала «найменший сонячний цикл за 100 років». Інша група дослідників передбачила, що «схоже, це буде один з найінтенсивніших циклів з моменту початку ведення обліку майже 400 років тому».
Затримка появи плям у високих широтах, що свідчила б про початок 24-го сонячного циклу, змусила дослідників «активного циклу» переглянути свої прогнози у бік зменшення, і до 2007 року думки розділилися 5-4 на користь слабшого циклу. До 2012 року консенсусним став слабкий цикл, оскільки через 3 роки після мінімуму вже можна передбачити сонячний цикл набагато точніше.
У травні 2009 року Центр прогнозування космічної погоди передбачив, що цикл досягне піку в 90 сонячних плям у травні 2013 року. У травні 2012 року експерт НАСА Девід Гетевей передбачив пік навесні 2013 року, коли на Сонці буде близько 60 плям.
НАСА фінансувало та використовувало для точного прогнозування мінімуму фізичні моделі Кена Шаттена, засновані на моделі сонячного динамо. Цей метод використовував кореляцію між напруженістю сонячного магнітного поля в мінімумі сонячної активності та кількістю сонячних плям в максимумі сонячної активності, щоб точно передбачити піковий сонячний потік кожного з останніх трьох сонячних циклів. Прогнози Шаттена стають точними вже в сонячні мінімуми, за 5–6 років до сонячного максимуму.

## Результати
На початку 2013 року, після кількох місяців затишшя, стало очевидно, що активний 2011 рік не був прелюдією до прогнозованого багатьма дослідниками піку сонячних спалахів, сонячних плям та іншої активності наприкінці 2012 — початку 2013 років. Така неочікувана стадія затишшя призвела до очікувань «подвійного піку» сонячної активності, що згодом підвердилось. Перший пік у 2011 році досяг числа Вольфа 99, а другий пік припав на початок 2014 року й досяг числа Вольфа 101.

## Феномен 2012

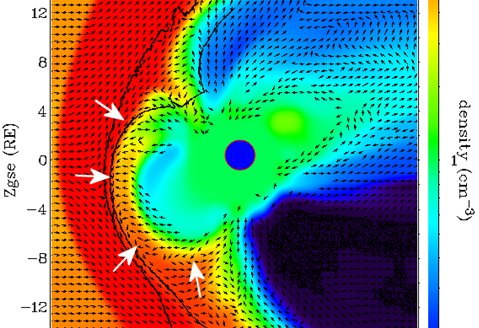
Прорив магнітного щита Землі у 2008 році

Визнаючи, що наступний сонячний максимум не обов'язково призведе до незвичайної геомагнітної активності, фізик Мічіо Кайку скористався увагою ЗМІ до феномену 2012 року, щоб привернути увагу до необхідності розробки стратегій подолання шкоди, яку може завдати така подія. Він стверджував, що уряди повинні забезпечити цілісність електричної інфраструктури, щоб запобігти повторенню збоїв, подібних до спричинених сонячною бурею 1859 року.
Протягом 2012 року НАСА публікувало прес-релізи, що спростовували феномен 2012 року та так зване пророцтво майя, відокремлюючи їх від сонячної активності та космічної погоди.

## Особливості
Цей цикл утворював сонячні плям досить неочікуваним чином. Сонячні плями почали з'являтися не одразу після останнього мінімуму (у 2008 році), а лише наприкінці 2009 року, і їх було значно менше, ніж очікувалося.